# Hélie Charles de Talleyrand-Périgord
Hélie Charles de Talleyrand-Périgord (* 3. August 1754 in Versailles; † 31. Januar 1829 in Paris), aus dem Haus Talleyrand-Périgord, war ein französischer Offizier und Politiker.
Er war Prince de Chalais, Duc de Périgord, Pair de France, Comte de Grignols, Marquis d’Excideuil, Baron de Mareuil, Seigneur de Beauséjour, de Coudray, de Maisonrouge, de Noury, de Saint-Fargeau, de Vandenesse, de Villers-les-Salles etc.

## Leben
Als ältester Sohn von Gabriel Marie de Talleyrand-Périgord, Comte de Grignols, und Marie Françoise Marguerite de Talleyrand Périgord, seiner Kusine, Princesse de Chalais, Grande von Spanien 1. Klasse, schlug er eine militärische Laufbahn ein. Seine Schwester Marie Jeanne (1748–vor 1792), durch ihre Ehe Duchesse de Mailly, war 1775–1781 Dame d’atours der Königin Marie-Antoinette.
Er begann den Militärdienst am 4. August 1770 als Sous-Lieutenant im Régiment Royal-Pologne cavalerie. Am 4. August 1772 wurde er Capitaine à la suite und wechselte am 2. Juni 1774 in diesem Rang in das Régiment des carabiniers seines späteren Schwiegervaters. Am 1. März 1778 wurde er zum Mestre de camp en second im Régiment Royal-Pologne und am 3. März 1785 Mestre de camp commandant des Régiment Royal-Normandie cavalerie sowie Brigadier. 1791 wurde er Maréchal de camp, emigrierte im gleichen Jahr und schloss sich der Armee der Emigranten an. Im Jahr 1800 kehrte er nach Frankreich zurück und hielt sich während des Ersten Kaiserreichs im Hintergrund.
Am 4. Juni 1814 wurde er von Ludwig XVIII. zum Duc de Périgord ernannt und in die Chambre des Pairs berufen, 1816 wurde er Lieutenant-général, am 26. November 1818 wurde seine Pairswürde erblich und im Jahr 1821 wurde er Ritter im Orden vom Heiligen Geist.

## Ehe und Nachkommen
Er heiratete am 28. Mai 1778 in Paris Marie Caroline Charlotte Rosalie de Baylens de Poyanne, Marquise de Vandenesse (* 5. Januar 1780 in Paris; † 20. Februar 1828 ebenda); sie war die Tochter von Charles Léonard de Baylens, Marquis de Poyanne, Lieutenant-général des Armées du Roi, und Madeleine Charlotte Louise du Bois de Fiennes, Maquise de Leuville. Aus dieser Verbindung gingen drei Kinder hervor:
- Arthur Louise Jeanne Augustine Septimanie (* 19. Februar 1786 in Paris; † 29. November 1789).
- Augustin Marie Hélie Charles (* 10. Januar 1788 in Paris; † 8. Juni 1879 ebenda), 2 Duc de Périgord, Prince de Chalais, Pair de France, Grande von Spanien 1. Klasse; ⚭ 23. Juni 1807 Apolline Marie Nicolette de Choiseul (* 7. Dezember 1788; † 17. Juni 1866 in Paris), Tochter von César Hippolyte de Choiseul-Praslin, und Louise Joséphine de Choiseul-d’Esquilly
- Alexandre Diane Adélaide Paul Roger Charles Léopold (* 24. Oktober 1789 in Paris)